# Idelette de Bure
Idelette de Bure (Liegi, 1509 – Ginevra, aprile 1549) fu la moglie del riformatore religioso francese Giovanni Calvino.

## Biografia
Si sa molto poco di lei: incontrò Calvino a Strasburgo, quando era ancora sposata con Jean Storder, pastore ex-anabattista di Liegi, con il quale aveva avuto due figli, e che si dice che Calvino abbia convertito alla sua fede. Calvino frequentò spesso la loro casa e, dopo la morte di Stoder, sposò Idelette nell'agosto 1540 e con lei e i suoi figli si trasferì nel 1541 a Ginevra.  
Nel 1542 Idelette ebbe un parto prematuro e il neonato, battezzato con il nome di Jacques, morì due settimane dopo: anche altri due figli, nati nel 1544 e nel 1546, morirono prematuramente. Molto attiva nella cura dei malati e dei poveri, ebbe dei seri problemi di salute e morì nel 1549. Calvino la ricordò come «un aiuto fedele nel ministero »  e  la sua migliore amica: «non mi parlò mai della sua malattia né mi provocò alcuna preoccupazione con i suoi figli».